# Municipio de Pequea
El municipio de Pequea (en inglés: Pequea Township) es un municipio ubicado en el condado de Lancaster en el estado estadounidense de Pensilvania. En el año 2000 tenía una población de 4.358 habitantes y una densidad poblacional de 123.7 personas por km².

## Geografía
El municipio de Pequea se encuentra ubicado en las coordenadas 39°58′00″N 76°17′59″O / 39.96667, -76.29972.

## Demografía
Según la Oficina del Censo en 2000 los ingresos medios por hogar en la localidad eran de $52,969 y los ingresos medios por familia eran de $59,010. Los hombres tenían unos ingresos medios de $39,423 frente a los $25,579 para las mujeres. La renta per cápita de la localidad era de $22,323. Alrededor del 3,7% de la población estaba por debajo del umbral de pobreza.